# Fossemanant
Fossemanant é uma comuna francesa na região administrativa de Altos da França, no departamento de Somme. Estende-se por uma área de 2,7 km². Em 2010 a comuna tinha 98 habitantes (densidade: 36,3 hab./km²).